# 南直道
南 直道（みなみ なおみち、生年不詳 - 慶長11年5月16日（1606年6月11日））は、戦国時代の武将。通称甚之丞。榊原康政の側近。

## 略歴
才徳兼備の武臣であり、常に康政に近侍し寵愛最も厚かった。慶長11年（1606年）5月14日に主君榊原康政が死去すると、翌々16日に割腹し殉死した 。法名は腹誉道切禅定門。墓所は善導寺（群馬県館林市） 。